# Japanische Popkultur
Die japanische Popkultur umfasst Japanischen Film, Japanische Küche, Fernsehen in Japan, Anime, Manga, Videospiele, Musik und Doujinshi, die alle ältere künstlerische und literarische Traditionen beibehalten; Viele ihrer Themen und Präsentationsstile lassen sich auf traditionelle Kunstformen zurückführen. Zeitgenössische Formen der Popkultur sind, ähnlich wie die traditionellen Formen, nicht nur Formen der Unterhaltung, sondern zählen auch zu den Faktoren, die das heutige Japan vom Rest der modernen Welt unterscheiden. Neben anderen Formen der Unterhaltung gibt es eine große Musik- und Filmindustrie, die Produkte einer riesigen Comic-Industrie. Spielzentren, Bowlingbahnen und Karaoke-Salons sind bekannte Treffpunkte für Teenager, während ältere Menschen Spiele, wie Shogi und Go bevorzugen. Seit dem Ende der US-Besatzung Japans im Jahr 1952 wird die japanische Popkultur von amerikanischen Medien beeinflusst. Anstatt jedoch von amerikanischen Produkten dominiert zu werden, lokalisierte Japan diese Einflüsse, indem es sich ausländische Einflüsse aneignete und in die lokalen Medienindustrien aufnahm. Heute gilt die japanische Popkultur als eine der bedeutendsten weltweit.

## Geschichte
Bereits im Jahr 1920 wurde eine Diskussion über den Einsatz von Kultur und Medienkommunikation als Strategie zur Verbesserung des internationalen Verständnisses der japanischen Perspektive in Gang gesetzt. Die Diskussion begann, als Japan danach strebte, eine imperiale und koloniale Macht zu werden, die ihren euro-amerikanischen Gegenstücken ebenbürtig war. Diese Idee wurde unterbrochen, als Japan im Zweiten Weltkrieg besiegt wurde. Angesichts der wirtschaftlichen Schwierigkeiten, mit denen Japan nach dem Krieg konfrontiert war, wurde die Frage nach der Nutzung von Kultur und Medienkommunikation erneut aufgeworfen. Damit Japan sich neu erfinden und den Eindruck für Ausländer verbessern konnte, konzentrierte sich Japan darauf, ein ausgewähltes nationales Image zu entwickeln, indem es attraktive kulturelle Produkte exportierte, darunter Animationen, Fernsehprogramme, Popmusik, Filme und Mode. Die öffentliche Diplomatie wollte es anderen Ländern ermöglichen, ihre Position zu verschiedenen Themen zu verstehen, indem sie direkt auf die Menschen im Ausland einwirkte. Mit der zunehmenden Popularität des Fernsehens in asiatischen Ländern produzierten sie eine Show, die das tatsächliche Leben der Japaner zeigen sollte.
Bevor die beliebte Fernsehsendung Oshin in asiatischen Ländern ausgestrahlt wurde, galten Japaner als „kulturell geruchlos“. Mit diesem neuen Fernsehdrama begann sich ein Gefühl der Gemeinsamkeit zwischen Japan und anderen asiatischen Nationen zu bilden. Diese Show war ein Beweis für die Fähigkeit der Medienkultur, das internationale Verständnis für negative historische Erinnerungen an den japanischen Kolonialismus und die Feindseligkeit gegenüber der wirtschaftlichen Ausbeutung der Region durch das Land zu verbessern.
Die Unterhaltungsindustrie war für den Wiederaufbau Japans nach dem Krieg von entscheidender Bedeutung. Der Wunsch, Fantasien zu erschaffen, war vorhanden, aber die Wirtschaft trieb die Unterhaltungsindustrie an. Technologie war das Herzstück des Wiederaufbaus Japans, da sie glaubten, dass dies der einzige Grund war, warum sie den Krieg verloren hatten. Die Popkultur begann die Unterhaltungsindustrie zu dominieren. Japan nutzte beispielsweise die zur Verfügung stehende Ressourcen, um Spielzeugautos herzustellen, die letztlich zum Wiederaufbau der Wirtschaft beitrugen. Nachdem Japan die Verwendung von Metall zur Herstellung von Spielzeug verboten hatte, verwendeten sie stattdessen alte Dosen. Auf diese Weise konnten sie im Tausch gegen Lebensmittel für die Schulkinder Spielzeug herstellen. Die Spielzeugindustrie ist nur eine der Branchen, die die Popkultur dieser Zeit maßgeblich beeinflusst haben.
Vor dem Zweiten Weltkrieg produzierte das japanische Kino Filme, die die Kriegsanstrengungen unterstützten und japanische Bürger ermutigten, für ihr Land zu kämpfen. Die Filmindustrie produzierte inspirierende patriotische Geschichten, in denen japanische Milizen als Sieger, Helden und Menschen dargestellt wurden, die sich für eine größere Sache opferten. Der erste Kino-Blockbuster der Nachkriegszeit war jedoch Gojira, der nicht die gleiche Unterstützung wie andere Filme genoss. Für Japan stellte dieser Film eine Rückkehr zur populären Unterhaltung dar, die dem Trend zur Technologie Rechnung trug. Gojira zeigte die Zerstörung Tokios und die Atombombe, die Japan während des Krieges zum Opfer fiel, um Widerstand gegen den Krieg zu gewinnen. Das japanische Kino war von militaristischem Geschichtenerzählen geprägt und wurde von der Politik und den Plänen des totalitären Staates Japan kontrolliert. In der Nachkriegszeit wurden Filme dazu genutzt, neue Idole und Ikonen zu fördern, damit die Japaner anfangen konnten, sich neu zu erfinden. Japanische Kinos produzierten Filme, die zeigten, warum sie gegen den Krieg und all die Zerstörungen und Verluste, die er mit sich brachte, sein sollten. Im Laufe der Zeit entwickelte sich die Filmindustrie von der Zielgruppe für Erwachsene zur Zielgruppe für Kinder.

## Cool Japan
Hauptartikel: Cool Japan
CoolJapan (クールジャパン Kūru Japan) bezieht sich auf den Aufstieg von Japans Soft Power (weiche Macht) und die internationale Verbreitung als kulturellen Einfluss. Diese kulturellen Elemente vermitteln eine Botschaft, die Japan als eine Nation des Handels und der „Popkultur-Diplomatie“ vermarktet und präsentiert, im Gegensatz zu einem militärisch ausgerichteten und gesteuerten Land. Die Aktionen Japans während des Zweiten Weltkriegs machten es für die Nation notwendig, ihr nationales Image wieder aufzubauen. weg von einem nationalen Bild der militärischen Dominanz und hin zu einem Bild der Kulturdiplomatie. Auf Initiative der japanischen Regierung entstand das Image der „Soft Power“, und Japan begann, seine Popkultur als sein neues nichtmilitärisches Image zu verkaufen, um seine eigene Kultur zu fördern und eine gesunde und friedliche Diplomatie mit anderen Nationen wiederherzustellen.

## Otaku
Hauptartikel: Otaku
Otaku (auf Japanisch: おたく oder オタク) ist eine Person, die starke Interessen oder eine Besessenheit von Produkten und Ästhetik der japanischen Pop-Subkultur aufweist. Die Otaku-Kultur wird in Japan hauptsächlich verachtet, da die meisten von ihnen als Menschen gelten, die keinen Beitrag zur Gesellschaft leisten. Der größte Teil der Rechtfertigung für diese Abneigung gegen Otaku wird stark mit Tsutomu Miyazaki in Verbindung gebracht, von dem angenommen wurde, dass er ein Otaku war und Ende der 80er Jahre Massenmorde begangen hatte.

## Kawaii
Hauptartikel: Kawaii

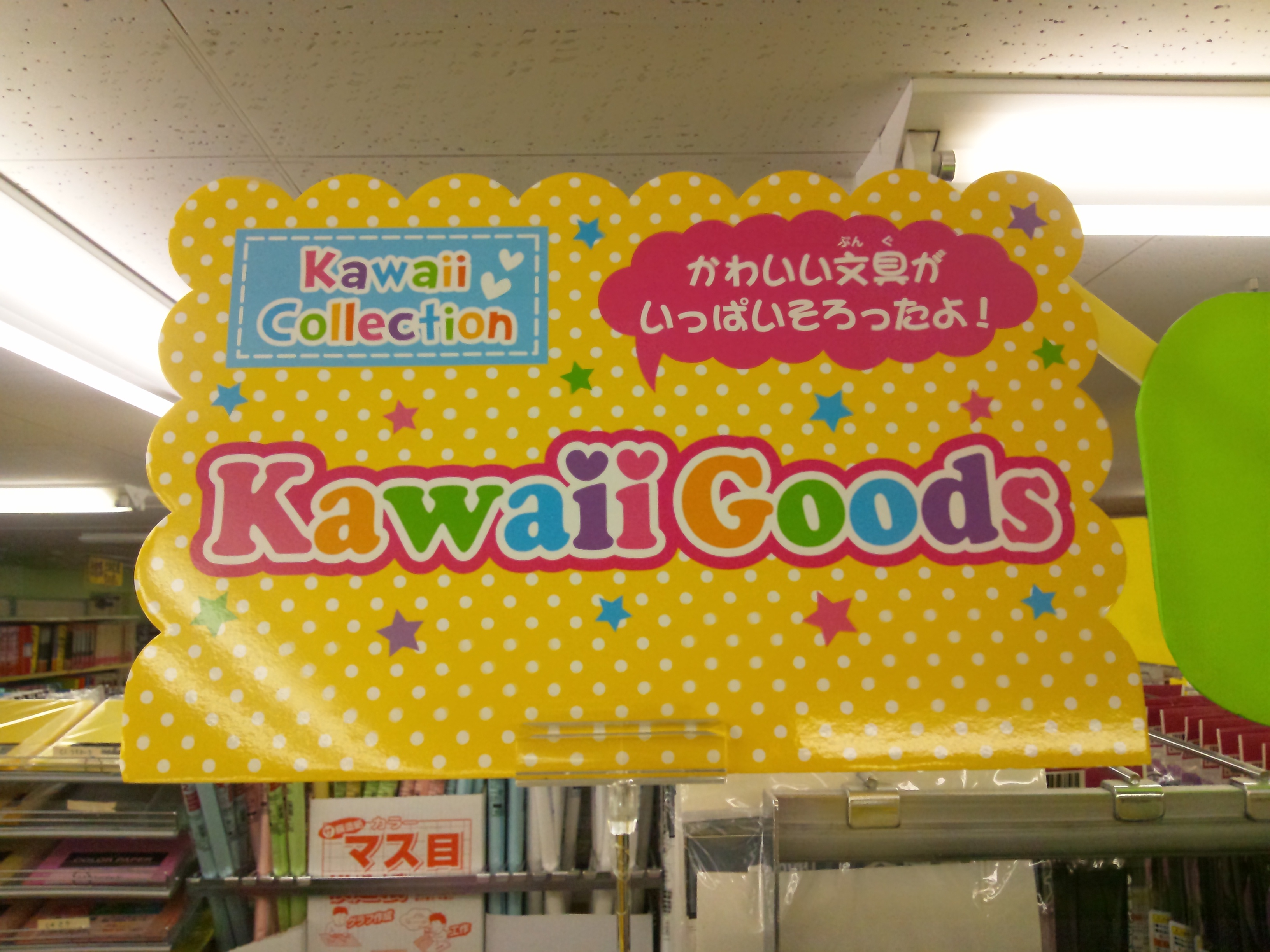
Schild für den Verkauf von Kawaii-Produkten in einem Geschäft in Japan

Das japanische Adjektiv kawaii kann mit „süß“ oder „bezaubernd“ übersetzt werden und ist der Antrieb für eine der beliebtesten ästhetischen Kulturen Japans. Die Kawaii-Kultur hat Verbindungen zu einer anderen Kultur namens Shōjo, einer Girl-Power-Bewegung, die kommerzialisiert wurde, um das Image junger Mädchen neben der Popkultur und den Waren, an denen sie interessiert sein könnten, zu verkaufen. Shōjo kann als Japans Version von „dem Mädchen von nebenan“ mit den süßen und unschuldigen Aspekten von Kawaii angesehen werden. Es wird mit ausgefallenen Waren (Rüschen- und feminine Waren, die an junge Frauen vermarktet werden), Charakterwaren (Sanrio, San-X, Studio Ghibli, Anime/Manga-Waren usw., die sowohl an Männer als auch Frauen vermarktet werden), ganzen Modebewegungen, und Idole. Solange ein Produkt oder eine Person „süße“ Elemente aufweist, kann es als kawaii angesehen werden. Im Jahr 2008 entfernte sich das japanische Außenministerium davon, nur traditionelle kulturelle Aspekte zur Werbung für sein Land zu nutzen und begann, auch Dinge wie Anime und Kawaii-Botschafter einzusetzen. Der Zweck der Kawaii-Botschafter besteht darin, die japanische Popkultur durch ihre niedlichen Persönlichkeiten zu verbreiten, wobei sie hauptsächlich Mode und Musik verwenden. Dies kann auch auf lokaler Ebene geschehen, wie der Bürgermeister von Shibuya sieht, der Kyary Pamyu Pamyu zum „Kawaii-Botschafter von Harajuku“ ernannt hat, das als Zentrum japanischer Mode, Bekleidungsgeschäfte und Jugendkultur bekannt ist.

### Maskottchen

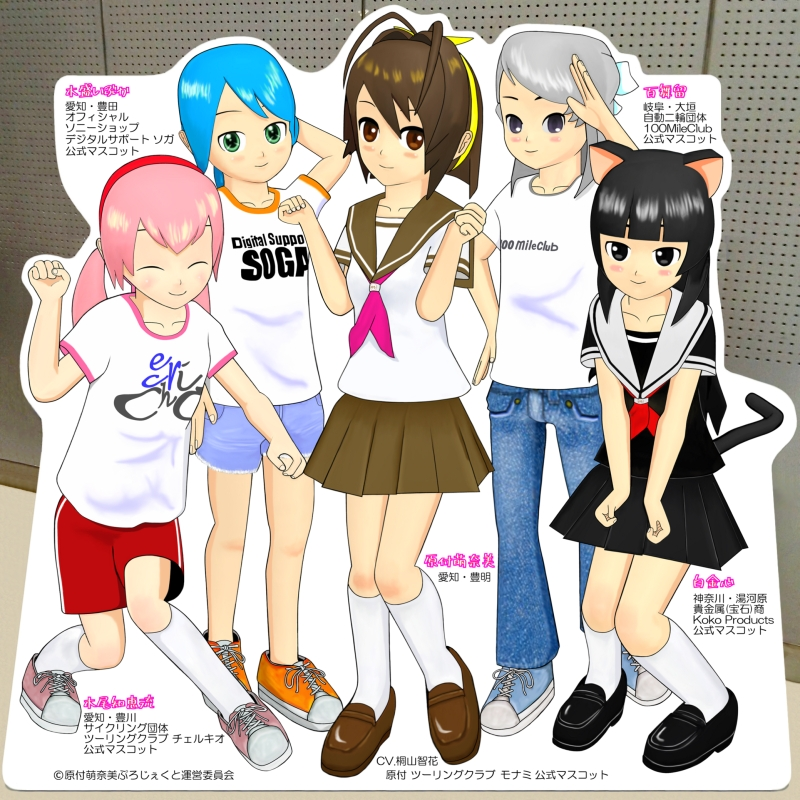
Beispiel für ein kommerzielles Maskottchen

Kawaii in Japan ist in vielen japanischen Märkten ein wachsender Trend. Es wurde in einer Reihe von Räumen eingesetzt, von Schulen bis hin zu großen Unternehmen. Die Verwendung von niedlichen, kindlichen Figuren, die bestimmte Gruppen repräsentieren, ermöglicht denjenigen, die möglicherweise Angst davor haben, diese verspielten Maskottchen zu haben, die sie darstellen, um ein Gefühl der Menschlichkeit zwischen ihnen zu schaffen. Ein Beispiel wäre das Maskottchen der Tokyo Metropolitan Police Department namens Pipo-kun, ein orangefarbenes Elfenwesen mit Hasenohren, die den Menschen zuhören sollen, und einer Antenne, um auf dem Laufenden zu bleiben, was passiert. Die Verwendung von Kawaii in der Öffentlichkeitsarbeit war für viele ein wichtiger Faktor und wird auch weiterhin von denjenigen verwendet, die eine optimistische Sicht auf sie haben möchten.
Eine Art von Maskottchen in Japan, die für ihren „Kawaii-Charakter“ bekannt ist, sind Werbefiguren, die als „Yuru-Kiyara“ bekannt sind (Maskottchen, die ihre jeweiligen Präfekturen repräsentieren). Jedes Jahr feiert Japan einen neuen Gewinner; Der Champion des Jahres 2011 war beispielsweise Kumamon (der Mon-Bär) aus der Präfektur Kumamoto, der in diesem Jahr landesweit mehr als 2,5 Milliarden Yen an Warenverkäufen erzielte.

### Purikura
Hauptartikel: Purikura
Purikura, eine japanische Abkürzung für „Print Club“, sind japanische Aufkleberstände für digitale Fotos. Es hat seine Wurzeln in der japanischen Kawaii-Kultur, die eine Besessenheit mit der Verschönerung der Selbstdarstellung in fotografischen Formen beinhaltet, insbesondere bei Frauen. In den 1990er Jahren entwickelte sich die Selbstfotografie zu einer Hauptbeschäftigung japanischer Schulmädchen, die mit Freunden Fotos machten und Kopien austauschten, die in Kawaii-Alben eingefügt werden konnten.
Purikura hat seinen Ursprung in der japanischen Videospiel-Arcade-Industrie. Es wurde 1994 von Sasaki Miho konzipiert, inspiriert von der Popularität der Mädchenfotokultur und Fotoaufklebern im Japan der 1990er Jahre. Sie arbeitete für eine japanische Spielefirma, Atlus, wo sie die Idee vorschlug, die jedoch zunächst von ihren männlichen Vorgesetzten abgelehnt wurde. Atlus beschloss schließlich, Mihos Idee weiterzuverfolgen und entwickelte sie mit Hilfe eines führenden japanischen Videospielunternehmens, Sega, das später Eigentümer von Atlus wurde. Sega und Atlus führten im Februar 1995 den Print Club (Purinto Kurabu), das erste Purikura, ein, zunächst in Spielhallen, bevor sie auf andere populäre Kulturorte wie Fast-Food-Läden, Bahnhöfe, Karaoke-Lokale und Bowlingbahnen expandierten. Der Erfolg der ursprünglichen Sega-Atlus-Maschine führte dazu, dass andere japanische Arcade-Spielefirmen ihre eigenen Purikura produzierten, darunter Neo Print von SNK im Jahr 1996 und Puri Puri Campus (Print Print Campus) von Konami im Jahr 1997.
[22] Purikura produzierte das, was man später Selfies nennen sollte. Ein Purikura ist im Wesentlichen eine Mischung aus einem traditionellen Fotoautomaten mit Führerschein/Reisepass und einem Arcade-Videospiel mit einem Computer, der mit einer Farbvideokamera und einem Farbdrucker verbunden ist, und der die Bearbeitung digitaler Bilder ermöglicht. Dabei posieren Benutzer in der kompakten Kabine vor einer Kamera, lassen sich fotografieren und drucken die Fotos dann mit verschiedenen Effekten aus, die so gestaltet sind, dass sie kawaii aussehen. Es bietet eine Reihe von Auswahlmöglichkeiten, wie z. B. gewünschte Hintergründe, Ränder, einfügbare Dekorationen, Symbole, Textschreiboptionen, Haarverlängerungen, funkelnde Diamant-Diademe, sanfte Lichteffekte und vorgefertigte dekorative Ränder. Diese Fotofilter ähnelten den Snapchat-Filtern, die später in den 2010er Jahren auftauchten. Purikura wurde in den 1990er Jahren zu einer beliebten Unterhaltungsform unter Jugendlichen in Japan und dann in ganz Ostasien.

## Japanisches Idol
Hauptartikel: Japanisches Idol

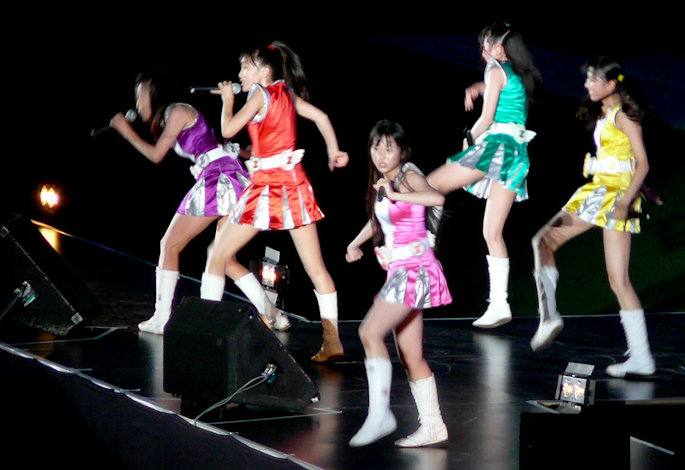
Momoiro Clover Z ist laut Umfragen von 2013 bis 2017 die Nummer eins unter den weiblichen Idol-Gruppen.

Die japanische Popkultur ist stark von idealisierten Prominenten umgeben, die in vielen verschiedenen Massenmedien auftreten, als eine Art beliebter Berühmtheit, ein Idol. Bei diesen Idolen handelt es sich meist um Mädchen, die wegen ihrer „Niedlichkeit“ und „Unschuld“ dargestellt werden; Sie sollen vor allem Vorbilder sein, die jeder verehrt, und ein wünschenswertes Bild fantastischen Glücks vermitteln. Sie müssen ein perfektes öffentliches Image bewahren und immer versuchen, jungen Menschen ein gutes Beispiel zu geben.
Idole zielen darauf ab, als Medienpersönlichkeiten (Tarento) vielfältige Rollen zu spielen, z. B. Pop- oder J-Pop-Sänger, Diskussionsteilnehmer von Varieté-Programmen, Nebendarsteller, Models für Zeitschriften und Werbung. Zu den alternativen Medien-Idolen gehört das aufstrebende Netz-Idol, eine Form des Idols, deren Grundlage die wachsende Popularität im Internet ist. Viele Internet-Idol-Gruppen machen sich online einen Namen, bevor sie ihre Karriere in die professionelle Musikindustrie verlagern.
Momoiro Clover Z wurde in Umfragen 2013–2017 als die Nummer eins der weiblichen Idolgruppen eingestuft. Im Jahr 2016 besuchten etwa 636.000 Menschen ihre Live-Konzerte, was den höchsten Rekord aller Musikerinnen in Japan darstellte. Die Gruppe wurde von 2013 bis 2017 als die beliebteste weibliche Idolgruppe eingestuft.
Die Interaktionen zwischen den Idols und ihren Fans reichen von Live-Video-Streaming, Konzerten und Handshake-Events. Aufgrund ihrer Werbung als Idole sprechen diese Prominenten viele verschiedene Bevölkerungsgruppen in ganz Japan an. Die emotionale Anziehungskraft von Niedlichkeit, einschließlich der Niedlichkeit dieser Idole, ist auf der ganzen Welt zu beobachten. Allerdings ist die niedliche Kawaii-Kultur in der gesamten japanischen Gesellschaft offen sichtbar, sowohl visuell in Mangas, Mode und Stofftieren als auch intern in Situationen wie der Beziehung zwischen Idolen und ihren Fans.

## Mode
Mitte des 19. Jahrhunderts begann Japan, westliche Mode nachzuahmen. Zu Beginn des 21. Jahrhunderts hat sich aus dieser Nachahmung Street Fashion herausgebildet, ein Modestil, bei dem der Träger sein Outfit individuell gestaltet, indem er eine Mischung aus aktuellen und traditionellen Trends übernimmt. Solche Kleidungsstücke werden in der Regel selbst hergestellt, wobei in Geschäften gekaufte Materialien verwendet werden.
Gegenwärtig gibt es in Japan viele Kleidungsstile, die aus einer Mischung lokaler und ausländischer Marken kreiert werden. Einige dieser Stile sind extrem und avantgardistisch, ähnlich der Haute Couture, die auf europäischen Laufstegen zu sehen ist.
Obwohl sich die Stile im Laufe der Jahre verändert haben, ist Street Fashion in Japan auch heute noch weit verbreitet. In großen städtischen Modevierteln wie Harajuku, Ginza, Odaiba, Shinjuku und Shibuya sind junge Erwachsene oft in Subkultur-Kleidung anzutreffen.

### Lolita
Hauptartikel: Lolita

### Cosplay
Hauptartikel: Cosplay